# Громов, Александр Матвеевич
Александр Матвеевич Громов (26 ноября 1926 год, деревня Кузьминичи — 10 мая 1998 год, Минск) — бригадир комплексной бригады строительного управления № 2 строительного треста № 1 Министерства строительства Белорусской ССР, гор. Минск, Белорусская ССР. Герой Социалистического Труда (1966). Заслуженный строитель Белорусской ССР (1961).

## Биография
Родился в 1926 году в крестьянской семье в деревне Кузьминичи. Во время Великой Отечественной войны воевал в партизанском отряде. В ноябре 1943 года призван на фронт. Воевал в составе 32-го гвардейского полка 12 гвардейской стрелковой дивизии. В феврале 1945 года получил ранение в Восточной Померании при форсировании Одера.
В 1951 году демобилизовался и возвратился в Белоруссию. Трудился маляром, каменщиком, бригадиром комплексной бригады, инструктором в строительном тресте № 1 строительного управления № 2 в Минске. Участвовал в строительстве различных объектов производственного, административного, жилищного и социального назначения в Минске.
Комплексная бригада под руководством Александра Громова, состоящая из специалистов различных строительный профессий, строила в Минске здания Министерства иностранных дел, общежитие Белорусской политехнической академии, инженерный комплекс минского метро, гостиницу «Октябрьская», резиденцию Президента Белоруссии, спортивный комплекс «Раубичи». За годы 9-й пятилетки сменная выработка в бригаде увеличилась в два раза, было построено около десяти тысяч квадратных метров жилых помещений. Задания пятилетки были выполнены досрочно за три года. Указом Президиума Верховного Совета СССР от 11 августа 1966 года за выдающиеся успехи, достигнутые в выполнении заданий семилетнего плана по капитальному строительству был удостоен звания Героя Социалистического Труда с вручением ордена Ленина и золотой медали «Серп и Молот».
В 1960 году вступил в КПСС. Избирался делегатом XXIII съезда КПСС и XXVII съезда Компартии Белоруссии.
После выхода на пенсию проживал в Минске, где скончался в 1998 году. Похоронен на Восточном кладбище.
Память
Его именем названа улица в микрорайоне Малиновка-6 Минска.

## Награды
- Герой Социалистического Труда — указом Президиума Верховного Совета СССР от 11 августа 1966 года
- Орден Ленина
- Орден Октябрьской Революции
- Орден Отечественной войны 1 степени (11.03.1985)
- Орден Трудового Красного Знамени
- Орден Красной Звезды (30.04.1945)
- Почётный гражданин Минска (1987)[1]